# Juvenile (rapper)
Juvenile, nome artístico de Terius Grey, (25 de março de 1975, Nova Orleans, Louisiana), é um rapper americano. Aos 19 anos foi o pioneiro do southern rap com seu álbum Being Myself, em 1995.

## História
Terius Gray estreou em 1995 com o álbum Being Myself quando ainda tinha apenas 20 anos.
Em 1996 o artista de Nova Orleans lança Solja Rags. Apenas dois anos depois Juvenile lança 400 Degreez e em 1999 foi a vez de Tha G-Code sair para as ruas.
Em 2001 e 2003 o MC lança Project English e Juve The Great, respectivamente. 2004 trouxe consigo o Greatest Hits.

## Discografia

### Álbuns
- 1995 - Being Myself
- 1997 - Solja Rags
- 1998 - 400 Degreez
- 1999 - Tha G-Code
- 2000 - Playaz of Da Game
- 2001 - Project English
- 2003 - Juve the Great
- 2006 - Reality Check

### Singles
| Ano  | Canção                                                           | EUA Hot 100 | EUA R&B | EUA Rap | Álbum                    |
| ---- | ---------------------------------------------------------------- | ----------- | ------- | ------- | ------------------------ |
| 1999 | "Ha"                                                             | 68          | 16      | 11      | 400 Degreez              |
| 1999 | "Follow Me Now"                                                  | -           | 63      | -       | 400 Degreez              |
| 1999 | "Back That Ass Up" (feat. Lil' Wayne & Mannie Fresh)             | 19          | 5       | 9       | 400 Degreez              |
| 2000 | "U Understand"                                                   | 83          | 27      | -       | Tha G-Code               |
| 2000 | "I Got That Fire" (feat. Mannie Fresh)                           | -           | 62      | -       | Tha G-Code               |
| 2001 | "Set It Off"                                                     | 65          | 19      | 18      | Project English          |
| 2001 | "Momma Got Ass"                                                  | 65          | 27      | -       | Project English          |
| 2003 | "In My Life" (feat. Mannie Fresh)                                | 46          | 18      | 13      | Juve the Great           |
| 2004 | "Slow Motion" (feat. Soulja Slim)                                | 1           | 2       | 1       | Juve the Great           |
| 2004 | "Bounce Back" (feat. Birdman)                                    | -           | 85      | -       | Juve the Great           |
| 2004 | "Nolia Clap" (com Skip and Wacko)                                | 31          | 9       | 9       | The Beginning of the End |
| 2006 | "Rodeo"                                                          | 41          | 12      | 7       | Reality Check            |
| 2006 | "What's Happenin"                                                | -           | 56      | 25      | Reality Check            |
| 2006 | "Get Ya Hustle On"                                               | -           | 91      | -       | Reality Check            |
| 2006 | "Way I Be Leanin" (feat. Mike Jones, Paul Wall, Skip, and Wacko) | -           | 118     | -       | Reality Check            |